# Ainhoa Carbonell Allué
Francisca Ainhoa Carbonell Allué (19 de febrer de 1984) és una treballadora social que va ser la primera regidora d'ètnia gitana de l'Ajuntament de Vallmoll.

## Biografia
És diplomada en Treball Social, amb un títol d'Intervenció Social amb la Comunitat Gitana per la Universitat Pública de Navarra (obtingut amb matrícula d'honor). Ha treballat com a tècnica d'orientació i intervenció social en programes de cerca d'ocupació per a joves d'ètnia gitana a la Fundació Secretariat Gitano a Lleida, la seva ciutat natal, a la Fundació Gentis de Tarragona i com a coordinadora d'acció social de la Fundació privada Formació i Treball en la seva delegació de Tarragona.
És la coordinadora de l'associació de dones gitanes de Tarragona Karing-Vaxt (“Mirar el futur” en idioma romaní), creada el 2018. Forma part de l'Associació Jove Gitana de Tarragona i col·labora amb l'associació Aire Nuevo Caló.
De 2015 a 2019 va ser regidora pel Partit Socialista de Catalunya-Candidatura de Progrés (PSC-CP) de l'àrea de serveis socials, cultura, joventut i activitats lúdiques. De 2019 a 2023, regidora de cultura i activitats lúdiques de l'Ajuntament de Vallmoll.
Segueix com a regidora pel Partit Socialista de Catalunya-Candidatura de Progrés (PSC-CP), en la legislatura 2023-2027, com a responsable d'Activitats lúdiques i Turisme.
A més va ser elegida com a candidata del PSOE a les eleccions al Parlament Europeu de juny de 2024, en el lloc 48 de la llista única d'aquesta formació política a Espanya.